# Боли, Том
Том Боли (англ. Tom Bohli, род. 17 января 1994 в Уцнахе, Швейцария) — швейцарский профессиональный шоссейный и трековый велогонщик, выступающий c 2019 года за команду «UAE Team Emirates». 

## Достижения
2012
8-й Чемпионат мира U23 в групповой гонке
2014
2-й Чемпионат Швейцарии U23 в индивид. гонке
Чемпионат Европы U23
8-й Индивидуальная гонка
9-й Групповая гонка
2015
1-й Тур Берна
2-й Чемпионат Швейцарии U23 в индивид. гонке
1-й — Пролог Тур Нормандии
2016
1-й — Пролог Три дня Западной Фландрии
1-й — Этап 5 (КГ) Энеко Тур
2017
1-й  Молодежная классификация  Тур дю От-Вар
1-й — Этап 1 (КГ) Вуэльта Валенсии
4-й — Чемпионат Швейцарии в индивид. гонке
2018
3-й — Чемпионат Швейцарии в индивид. гонке